# Кохреїдзе Шалва Федорович
Шалва Федорович Кохреїдзе (19 червня 1901, село Іанеті, тепер Самтредський муніципалітет, Грузія — 1 січня 1961, місто Тбілісі, тепер Грузія) — грузинський радянський державний діяч, машиніст паровозного депо Тбілісі Закавказької залізниці. Депутат Верховної ради СРСР 2—3-го скликань. Герой Соціалістичної Праці (5.11.1943).

## Життєпис
Народився в селянській родині. З 1915 року працював учнем слюсаря паровозного депо станції Тифліс, з 1921 року був слюсарем із ремонту паровозів.
У 1922—1924 роках служив у Червоній армії.
Після демобілізації повернувся в депо станції Тифліс, чотири роки ремонтував паровози. З 1928 року працював помічником машиніста, з 1932 року — машиністом паровозного депо станції Тифліс (з 1936 року — Тбілісі) Закавказької залізниці. Водив вантажні поїзди до міст Баку, Самтредіа та Ленінакана. Член ВКП(б) з 1929 року.
Із початком німецько-радянської війни водив військові ешелони до фронту. Шалва Кохреїдзе разом зі своєю бригадою зобов'язався довести пробіг паровоза до 120 тисяч кілометрів. Пробіг довели до 152 тисячі кілометрів, заощадивши 70 тонн палива, успішно забезпечуючи перевезення важливих вантажів для фронту та народного господарства.
Указом Президії Верховної Ради СРСР від 5 листопада 1943 року «за особливі заслуги у справі забезпечення перевезень для фронту та народного господарства та видатні досягнення у відновленні залізничного господарства у важких умовах воєнного часу» Кохреїдзе Шалві Федоровичу було присвоєно звання Героя Соціалістичної Праці з врученням ордена Леніна та золотої медалі «Серп та Молот».
У 1943 році призначений машиністом-інструктором паровозного депо Тбілісі, передавав молоді свій досвід догляду за паровозом, що дозволяв збільшити пробіг локомотива. На посаді машиніста-інструктора перебував до виходу на пенсію наприкінці 1950-х років. Був персональним пенсіонером союзного значення, проживав у Тбілісі.
Помер 1 січня 1961 року в Тбілісі.

## Нагороди
- Герой Соціалістичної Праці (5.11.1943)
- два ордени Леніна (5.11.1943, 2.07.1951)
- орден Трудового Червоного Прапора (21.07.1942)
- медаль «За оборону Кавказу» (1.05.1944)
- медаль «За трудову доблесть» (4.12.1948)
- медаль «За трудову відзнаку» (9.08.1947)
- медалі
- три знаки «Почесному залізничнику»